# S73 Hermelin

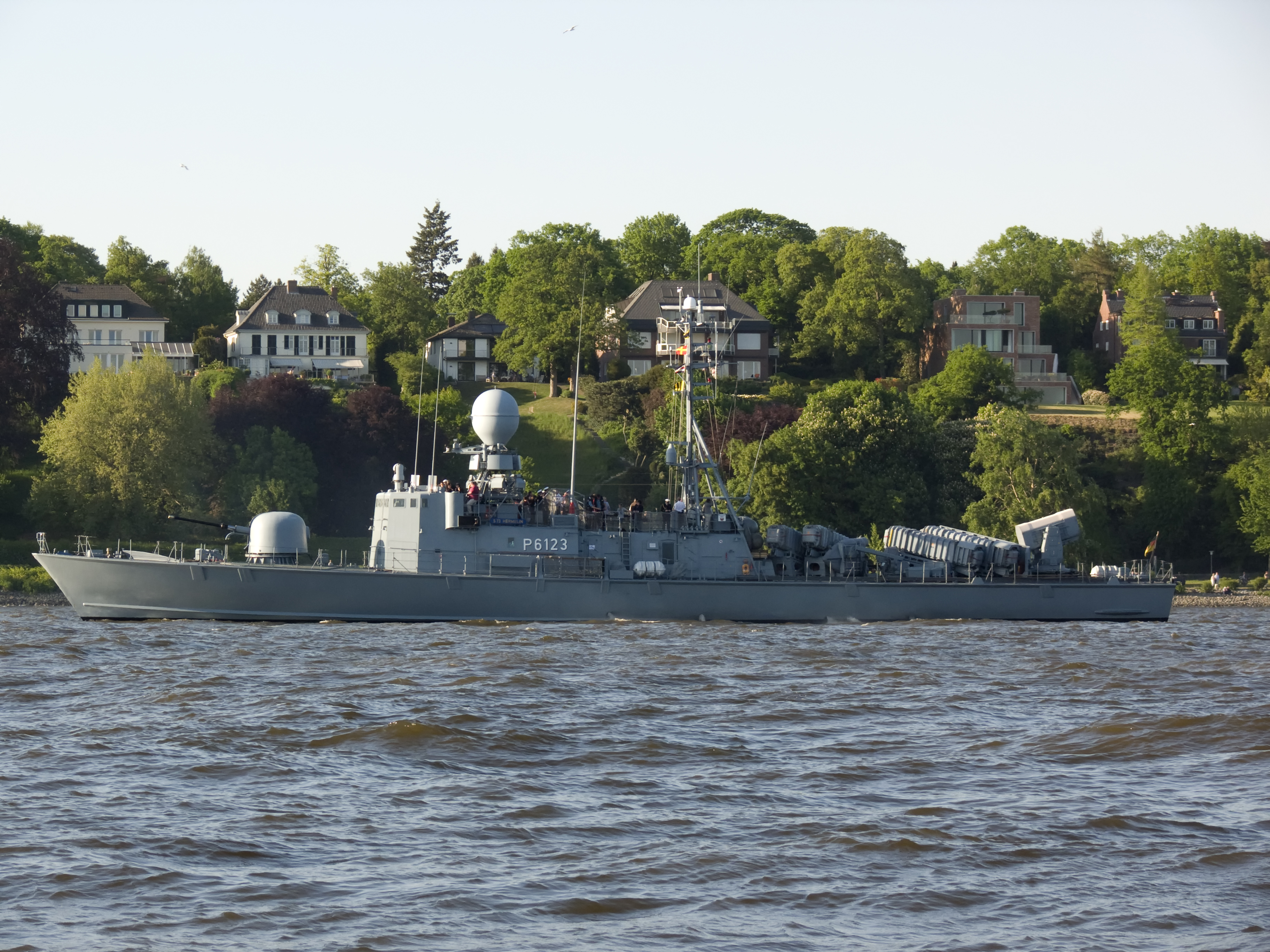
Flugkörperschnellboot Hermelin

S 73 Hermelin (P 6123) ist ein Flugkörperschnellboot der Gepard-Klasse, das von 1983 bis 2016 bei der Deutschen Marine im Dienst war.

## Geschichte
Das Boot wurde am 28. April 1983 von der Bundesmarine in Dienst gestellt. Die Hermelin hatte eine Besatzung von rund 36 Soldaten, davon 5 Offiziere. Heimathafen war zuletzt Warnemünde, wo es Teil des 7. Schnellbootgeschwaders war. Einsätze wurden durch wechselnde Besatzungen des 7. Schnellbootgeschwaders gestellt. Im Rahmen von UNIFIL hatte das Boot Einsätze von Oktober 2008 bis Dezember 2009 und von Juni 2012 bis 2013. Am 16. November 2016 wurde die Hermelin außer Dienst gestellt.

## Vorfall
Am 15. Februar 2013 soll ein vorgesetzter Bootsmann von mehreren Obermaaten aus seiner Koje gezerrt, auf einem Tisch fixiert und am Bein mit den Worten „Hier wohnen die Mongos“ bemalt worden sein. Weil der Bootsmann thailändischer Herkunft ist, wurden zunächst fremdenfeindliche Gründe vermutet. Die Staatsanwaltschaft stellte jedoch klar, dass der Bootsmann stets selbst die Obermaaten als Mongos angeredet hatte. Auch wurden die Obermaaten mit den Worten „Da schlafen die Mongos“ in die Kojen geschickt. Der gesamte Vorfall, ein möglicher Racheakt, wurde also vom Bootsmann selbst ausgelöst. Der Übergriff soll sich im Rahmen der UNIFIL-Mission im Hafen von Beirut ereignet haben.